# Goodwin Steel Castings Ltd
Goodwin Steel Castings Limited es una empresa de ingeniería pesada situada en Stoke-on-Trent, Staffordshire, Inglaterra. La empresa se especializa en la producción de grandes moldes de acero mecanizados a medida.

## Historia

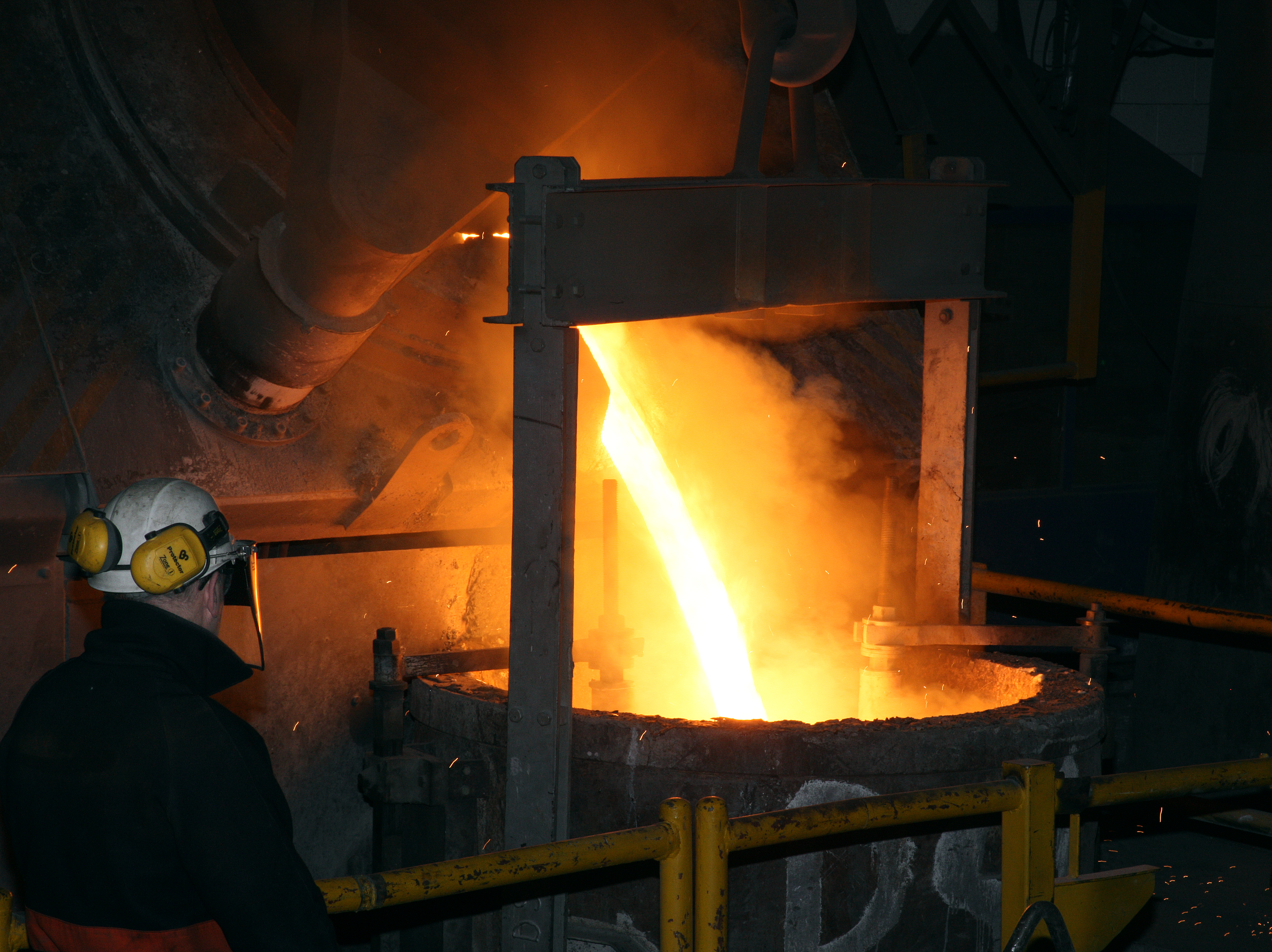
Pouring molten charge from the furnace into the ladle

Goodwin Steel Castings es proveedor de moldes mecanizados desde 1883. La fundición, que ocupa a 180 empleados, recibe el apoyo de su empresa hermana, Goodwin International Ltd., ubicada a 5 km y encargada del mecanizado, la soldadura y el montaje de los moldes producidos por la fundición. El taller de máquinas de Goodwin ocupa a 270 trabajadores en las modernas instalaciones de mecanización de control numérico computerizado (CNC). 
Goodwin Steel Castings Ltd, parte del grupo de ingeniería Goodwin PLC, es el primer productor independiente del Reino Unido de moldes de integridad de alta aleación y alta calidad.
Goodwin lleva en el sector de la fundición desde su creación en 1883 y es una de las diez compañías más antiguas que cotiza en la bolsa de valores del Reino Unido.
En 1984, Goodwin fue la primera fundición de acero del mundo en recibir la acreditación BS5750 (actualmente ISO 9001) de la British Standards Institution para la producción de moldes, así como para la simulación por ordenador de la alimentación de moldes. En 2006, la empresa recibió el premio Queen's Award en comercio internacional.

## Servicio
La empresa se especializa en la fabricación de moldes de piezas para proveedores de los sectores de la ingeniería, la energía nuclear, el petróleo, la petroquímica y la industria de procesos en todo el mundo.
Goodwin suministra distintos materiales entre los que se encuentran el acero inoxidable con baja aleación de carbono, los aceros inoxidables dúplex y súper dúplex resistentes al calor, las aleaciones de súper níquel y los aceros HY.
Asimismo, suministra moldes mecanizados de 200 a 10 000 kg como piezas individuales, así como componentes únicos de soldadura de hasta 18.000 kg. También suministra conjuntos de soldadura de hasta 50.000 kg. 
Las aleaciones de acero y níquel se funden en un horno de arco eléctrico y se procesan mediante un caldero de afinado por descarburación con oxígeno-argón (AOD).

## Aplicaciones
Los moldes de Goodwin se utilizan en una gran variedad de proyectos. A continuación, se incluyen algunos de los más importantes.

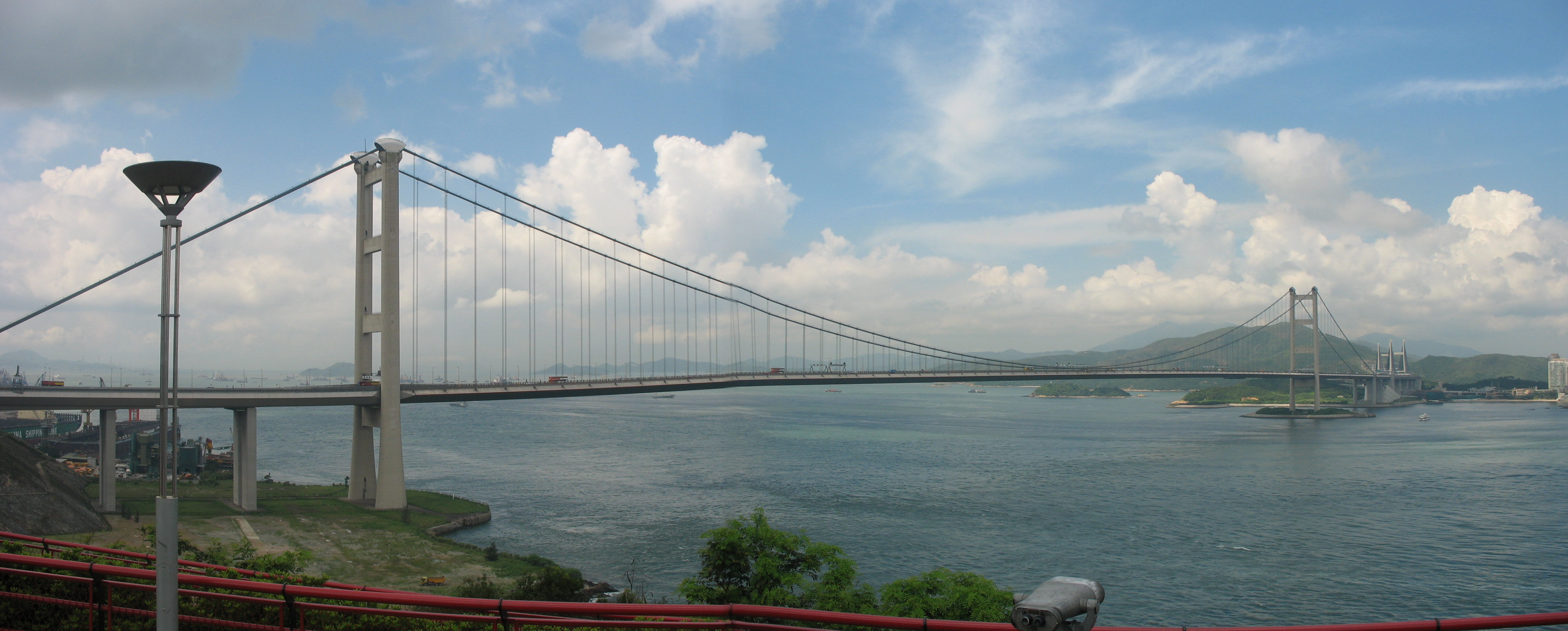
Tsing Ma Bridge – Hong Kong

### Puentes
- Puente de Hardanger[4]
- Sustitución en el lado este del puente de la Bahía de Oakland[5]

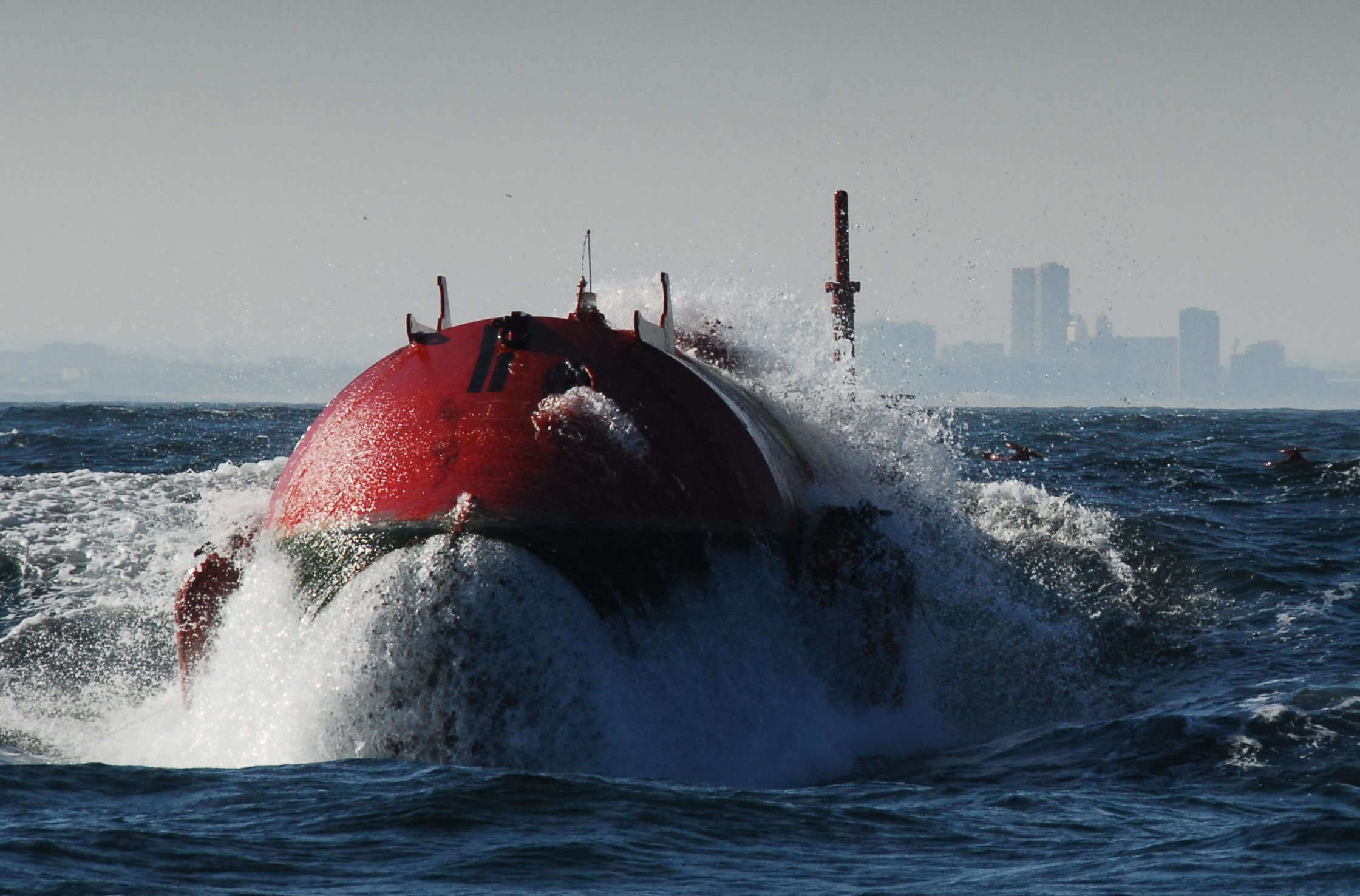
Pelamis Wave Energy Converter

- Puente Tsing Ma[6]
- Puente Jiangyin[7]

### Estructuras y arquitectura
- Base naval de Faslane[8]
- Estación de Stratford[9]
- Ludwig Erhard Haus[6]
- Estación de Paddington[10]

### Producción de energía (incluida la energía nuclear)
- Convertidor de energía de olas Pelamis[11]
- Central nuclear B de Sizewell
- Planta de reprocesamiento de Sellafield

### Otros
- Submarino Clase Astute

### Desarrollo
Goodwin ha participado de forma significativa en programas de desarrollo de aleaciones de níquel para centrales térmicas de combustible fósil en aplicaciones supercríticas avanzadas (A-USC).
Entre estos proyectos, se encuentran los siguientes:
- Thermie AD700
- COMTES
- Pacific Basin 700 research
- European NextGenPower
- MacPlus